# Puente de la Unidad Nacional
Il Puente de la Unidad Nacional (in italiano Ponte dell'Unità Nazionale) è un complesso stradale che collega la città di Guayaquil, in Ecuador, con il quartiere di Samborondón e la città di Durán (Eloy Alfaro). 

## Caratteristiche

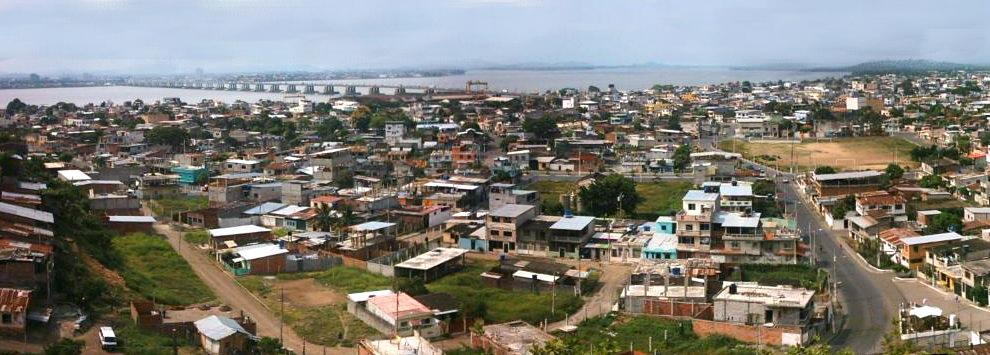
Panorama di Durán con il ponte sullo sfondo a sinistra

Il complesso stradale è costituito da 4 ponti: due sul fiume Daule (il ponte Rafael Mendoza Avilés e il ponte Carlos Pérez Peraso) e due sul fiume Babahoyo e una strada che li collega al settore La Puntilla.
Il complesso di ponti ha una lunghezza di 2186 metri. La costruzione del ponte iniziò il 23 marzo 1967 e fu inaugurato il 9 ottobre 1970.